# Vytautas Kirkliauskas
Vytautas Kirkliauskas (* 15. August 1949 in Geležiūnai, Rajongemeinde Prienai; † 16. August 2008 in Alytus) war ein litauischer Politiker, Bürgermeister der Stadtgemeinde Alytus.

## Leben
Nach dem Abitur 1967 an der Mittelschule Birštonas absolvierte er 1972 das Diplomstudium des Bauingenieurwesens als Bauingenieur am Kauno politechnikos institutas.
Von 1972 bis 1974 arbeitete er im Straßenbau in Alytus, von 1974 bis 1976 als leitender Ingenieur und von 1976 bis 1983  Direktor im Werk Alytaus gelžbetoninių konstrukcijų gamykla. Von 1988 bis 1995 leitete er das Bauunternehmen AB „Alytaus monolitas“ als Generaldirektor. Von 1995 bis 1997 war er stellv. Leiter von Bezirk Alytus.
Von 2000 bis 2007 war er Bürgermeister von Alytus. Von 2007 bis 2008 arbeitete er bei AB „Kauno tiltai“.
Ab 2000 war er Mitglied von Naujoji sąjunga (socialliberalai). 
Er war verheiratet. Mit Frau Laima-Vincė hatte er den Sohn Henrikas und die Tochter Kristina.

## Auszeichnung
- 2004: Orden für Verdienste um Litauen, Karininko kryžius

| Personendaten    | Personendaten                        |
| ---------------- | ------------------------------------ |
| NAME             | Kirkliauskas, Vytautas               |
| KURZBESCHREIBUNG | litauischer Politiker, Bürgermeister |
| GEBURTSDATUM     | 15. August 1949                      |
| GEBURTSORT       | Geležiūnai, Rajongemeinde Prienai    |
| STERBEDATUM      | 16. August 2008                      |
| STERBEORT        | Alytus                               |